# Пиль, Уильям, 3-й граф Пиль
Уильям Джеймс Роберт Пиль, 3-й граф Пиль (англ. William James Robert Peel, 3rd Earl Peel; род. 3 октября 1947 года) — британский наследственный пэр и консервативный политик, который носил титул учтивости — виконт Кланфилд с 1947 по 1969 год. Лорд-камергер королевского двора с 2006 по 2021 год.

## Происхождение и образование
Родился 3 октября 1947 года. Старший сын Артура Пиля, 2-го графа Пиля (1901—1969), и Кэтлин Макграт (1913—1972), дочери Майкла Макграта. Он является правнуком премьер-министра сэра Роберта Пиля (1788—1850). Он учился в Амплфорт-колледже, а затем поступил в Университет Тура во Франции и Королевский сельскохозяйственный университет в Сайренсестере.

## Карьера
Лорд Пиль был членом Совета принца, входящего в состав герцогства Корнуолл, с 1993 по 2006 год и лордом-хранителем Станнариев с 1994 по 2006 год. Он был членом Совета по охране английской природы с 1991 по 1996 год. Он был председателем Game Conservancy Trust с 1994 по 2000 год, затем президентом с 2000 по 2008 год и был президентом Йоркширского фонда дикой природы с 1989 по 1996 год. Лорд Пиль также был членом Комитета по национальным паркам Йоркшир-Дейлс в течение шести лет и стал заместителем лейтенанта Северного Йоркшира в 1998 году. Лорд Пиль был избран одним из 42 консервативных наследственных пэров, которые должны были остаться в Палате лордов после вступления в силу Закона о Палате лордов 1999 года, он занял 14-е место на выборах со 142 голосами. С июля 2006 года он был независимым депутатом Палаты лордов.
В июне 2006 года было объявлено, что лорд Пиль сменит лорда Люса на посту лорда-камергера. 11 октября 2006 года он поцеловал руку королеве после своего назначения и был награжден Рыцарским Большим крестом Королевского Викторианского ордена (GCVO) и стал канцлером ордена. 14 ноября 2006 года лорд Пил был приведен к присяге в качестве члена Тайного совета.
В феврале 2021 года лорд Паркер из Минсмера был назначен преемником лорда Пиля на посту лорда-камергера. Пил должен был уйти в отставку в конце 2020 года, но продлил срок уведомления, поскольку его преемника искали на фоне пандемии . Он ушел в отставку 31 марта.
13 апреля 2021 года лорд Пиль вернул свою палочку и знаки отличия в качестве лорда-камергера и значок канцлера Королевского Викторианского ордена, покинув свой пост. В то же время он был инвестирован в Королевскую викторианскую цепь.

## Семья
Лорд Пиль был дважды женат. 28 марта 1973 года он женился первым браком на Веронике Наоми Ливингстон Тимпсон (род. 21 января 1950) и имел 2 детей. Их брак был расторгнут в 1987 году.
- Эштон Роберт Джерард Пиль, виконт Клэнфилд (род. 16 сентября 1976). Он женился на Матильде Роуз Эйкройд (род. 15 марта 1978) в 2004 году. Она является третьей дочерью и четвертым ребенком младшего лейтенанта гвардии Колдстрима Дэвида Питера Эйкройда (род. 1937) и его жены Лидии Хулдин Бимиш (1939—2004). У лорда и леди Клэнфилд есть три дочери, Исла, Вилла и Флоренс, и один сын, Николас.
- Леди Иона Джой Джулия Пиль (род. 18 сентября 1978). Она вышла замуж за Роберта Александра Эдварда Боуэна 14 мая 2005 года. У них двое сыновей, Макс и Чарли, и дочь Амелия.

15 апреля 1989 года лорд Пиль женился вторым браком на достопочтенной Шарлотте Клементине Соумс (род. 18 июля 1954), дочери лорда Соумса и его жены Мэри Черчилль, дочери сэра Уинстона Черчилля. У супругов была одна дочь:
- Леди Антония Мэри Кэтрин Пиль (род. 14 декабря 1991). Она помолвлена с 2021 года с Хьюбертом Морантом.

## Награды
- Заместитель лейтенанта Северного Йоркшира, 1998 год
- Кавалер Большого креста Королевского Викторианского ордена, 10 октября 2006 года[7]
- Член Тайного совета Великобритании, 14 ноября 2006 года
- Командор ордена Изабеллы Католической, 12 июля 2017 года (Испания)[8]
- Кавалер Королевского Викторианской цепи, 13 апреля 2021 года[9]

Он также получил от королевы Елизавету II Медаль королевского двора за «Долгую и верную службу» за 20 лет службы королевской семье.